# Colignybrug
De Colignybrug is een monumentale brug in de Nederlandse stad Utrecht.
Ze overspant de Minstroom en vormt een verbinding tussen de Louise de Colignystraat en Hobbemastraat. Het betreft een vaste brug met beperkte doorvaarthoogte. De gebruikte materialen zijn ijzer/staal, natuursteen en baksteen. De Colignybrug is een gemeentelijk monument. De brug dateert uit het eerste kwart van de 20e eeuw en bevat elementen die in jugendstil zijn vormgegeven. In 2014 werden de fundering en het brugdek vernieuwd. Hierbij werd de gehele brug gedemonteerd en heropgebouwd waarbij de natuursteen en baksteen werden hergebruikt en de metalen leuningen werden gerestaureerd.
De brug lijkt op de westelijker gelegen Julianabrug.
Abel Tasmanbrug ·
Abstederbrug ·
Bakkerbrug ·
Bartholomeusbrug · 
Bezembrug · 
Bijlhouwersbrug ·
Brigittenbrug ·
Colignybrug ·
Dafne Schippersbrug ·
David van Mollembrug ·
Demka-spoorbrug ·
Driftbrug ·
Gaardbrug ·
Galecopperbrug · 
Gasthuismolenbrug ·
Geertebrug ·
Gildbrug · 
Goethebrug ·
Griftbrug ·
Hamburgerbrug ·
Herenbrug · 
Hogeweidebrug ·
Industriehavenbrug ·
Jacobibrug ·
Jan Pieterszoon Coenbrug ·
Jansbrug ·
Jansdambrug ·
Jeremiebrug ·
Julianabrug (Minstroom) ·
Jutphasebrug ·
Jutphasespoorbrug ·
J.M. de Muinck Keizerbrug ·
Kalisbrug ·
Krommerijnbrug ·
Lauwerechtbrug ·
Lucasbrug ·
Maarsbergerbrug ·
Maartensbrug ·
Magdalenabrug ·
Maliebrug ·
Marga Klompébrug ·
Marksbrug ·
Marnixbrug ·
Meernbrug ·
Minbrug ·
Monicabrug · 
Moreelsebrug ·
Muntbrug ·
Muntsluisbrug ·
Museumbrug ·
Noorderbrug ·
Oorsprongbrug ·
Oranjebrug ·    
Paulusbrug ·
Pausdambrug ·
Pietersbrug ·
Plompetorenbrug ·
Prins Clausbrug · 
Quintijnsbrug ·
Rode brug ·
Servaasbrug ·
Sint Martinusbrug ·
Smeebrug ·
Socratesbrug ·
Spinozabrug ·
Stadhuisbrug ·
Stammetsbrug ·
Stenenbrug ·
Tolsteegbrug ·
Vaaltbrug ·
Vaartscherijnbrug ·
Van Asch van Wijckbrug ·
Viebrug ·
Vleutensespoorbrug ·
Vollersbrug ·
Weerdbrug ·
Weesbrug ·
Werkspoorbrug ·
Werkspoorhavenbrug ·
Wittevrouwenbrug ·  
Zandbrug

Voormalige of in onbruik geraakte bruggen :
Brug met de twaalf gaten ·
Catharijnebrug · 
Hefbrug in de Kruisvaart ·
Julianabrug (Vaartsche Rijn) ·
Molenbrug · 
Smakkelaarsbrug ·
Vleutensebrug ·
Willemsbrug